# Kim Giản
Kim Giản (chữ Hán: 金簡; tiếng Mãn: ᡤᡳᠨᡤᡳᠶᠠᠨ, Möllendorff: gingiyan,? – 1794) tự Khả Đình (可亭) là một quan lại nhà Thanh dưới thời Càn Long, anh trai của Thục Gia Hoàng quý phi, người Mãn Châu Chính Hoàng kỳ.

## Thân thế
Kim Giản xuất thân Chính Hoàng kỳ Bao y, là hậu duệ một gia tộc người Triều Tiên, nguyên gốc hiện ở Nghĩa Châu. Sau sự kiện Đinh Mão chi dịch (丁卯戰爭) xảy ra năm 1617, tổ tiên ông đến cậy nhờ Hậu Kim, sinh sống ở vùng Đông Bắc. Nhà Thanh thiết lập Cao Ly Tá lĩnh, là xếp dòng dõi của ông vào hệ này, cũng xem là trở thành chân chính Mãn Châu sĩ phu. Căn cứ "Mãn Châu Bát Kỳ thị tộc thông phổ" ghi lại, Cao Ly Tá lĩnh, là Tá lĩnh độc nhất ở Nội vụ Phủ, đều lệ thuộc Chính Hoàng kỳ Bao y đệ Tứ Tham lĩnh (正黄旗包衣第四参领), sở hữu 43 dòng họ khác nhau, trong đó Kim thị và Hàn thị là 2 họ hiển hách nhất. Hai gia tộc đều lấy quân công lập nghiệp, cũng hoạch phong thế chức, do vậy Mãn Châu quý tộc đối với họ rất ưu ái cùng coi trọng, trở thành sĩ tộc có ảnh hưởng trong xã hội.
Theo "Bát Kỳ thông chí" cuốn 4 kỳ phân chí ghi lại: năm đầu Thiên Thông (1627), tằng tổ phụ của ông là Tam Đạt Lễ (三达礼), khi đó tùy trưởng huynh Tân Đạt Lễ (辛达礼) quy phụ Hậu Kim, lấy làm quan phiên dịch. Đương Hoàng Thái Cực quy mô dụng binh Triều Tiên bán đảo, do vậy cho quy phục Chính Hoàng kỳ Bao y, nhậm Cao Ly Tá lĩnh, Tân Đạt Lễ nhậm Cao Ly đệ Nhị Tá lĩnh, kiêm Nội vụ Phủ Tam kỳ Hỏa doanh Tổng quản sự. Tổ phụ Thượng Minh (尚明) không rõ sự tích. Cha của ông là Thượng tứ viện Khanh Kim Tam Bảo (金三寶), từng là Tuần thị Trường lô diêm chính (巡视长芦盐政), sau thăng Võ Bị viện Khanh, kiêm nhậm Công trung Tá lĩnh (公中佐领), nhậm Đệ tam Tá lĩnh kiêm Đệ tứ Tá lĩnh. Anh trai trưởng Kim Đỉnh (金鼎) từng nhậm Lam Linh Thị vệ (蓝翎侍卫), thứ huynh Kim Huy (金辉) từng nhậm Mãn Tả Thị lang của bộ Binh, em gái ông là Thục Gia Hoàng quý phi (淑嘉皇貴妃) phi tần của Càn Long Đế. Ông từng nhậm Tổng quản Nội vụ phủ Đại thần, Đô thống Hán quân Tương Hoàng kỳ, Công bộ Thượng thư, Lại bộ Thượng thư, là trọng thần của Càn Long đế.

## Quan Lộ
Năm Càn Long thứ 37 (1772), ông thăng làm Nội vụ phủ Tổng quản đại thần. Cùng năm, phụ trách quản lí Võ Anh điện, đảm nhậm Tứ khố toàn thư Phó tổng tài, chuyên môn phụ trách biên soạn khảo hạch và đốc thúc quan viên. Năm thứ 39 (1774), ông đảm nhậm Hộ bộ Thị lang, chưởng quản tiền pháp đường, kiêm Đô thống Hán quân Tương Hoàng kỳ, được ban thưởng Khổng Tước Linh. Năm thứ 40 (1775), ông tấu thỉnh bỏ quạt lò vào tháng tư nhuận, Càn Long đế phê chuẩn. Năm thứ 43 (1778), Càn Long đế lệnh ông chủ trì biên soạn "Tứ khố cối yếu", thay quyền Công bộ Thượng thư. Cùng năm, ông đến Thịnh Kinh hỗ trợ Thịnh Kinh Tướng quân Hoằng Thưởng điều tra sự việc ngân khố bị thiếu ngân lượng. Đem bọn người ăn xén tiền quốc khố là Lạp Tát Lễ, Di Luân trị tội theo luật. Lúc Càn Long Đế đông tuần phát hiện nhiều thành lũy của Thịnh Kinh đổ sụp, liền lệnh cho các Quân cơ đại thần tùy hành ước lượng chi phí và cấp phát ngân sách để tiến hành tu sửa, đem sự vụ Công bộ cho Kim Giản tạm thời quản lý. Năm thứ 46 (1781), chính thức quản lý Công bộ. Năm thứ 48 (1783), được thăng làm Công bộ Thượng thư, tiếp tục nhậm Đô thống Hán quân Tương Hoàng kỳ.
Năm thứ 49 (1784), ông sử dụng biện pháp xử lý tắc nghẽn để khơi thông đường sông khu vực Kinh sư và các vùng lân cận. Năm thứ 50 (1785), ông tham gia Thiên tẩu yến. Không lâu, Tứ khố Toàn thư hoàn thành, ông được ghi công. Cùng năm, Càn Long đế lệnh Lưu Dung, Đức Bảo và bắt đầu sửa chữa mười ba lăng của nhà Minh, thêm Nguyệt đài của Trúc Tư lăng, lại mở rộng Hưởng điện và cửa cung. Năm thứ 55 (1790), vua nhà Hậu Lê của An Nam là Lê Chiêu Thống sống lưu lạc ở Kinh thành, Càn Long đế biên nhập Hán Quân Tương Hoàng kỳ An Nam Tá lĩnh, do Kim Giản đang nhậm chức Đô thống Hán quân Tương Hoàng kỳ phụ trách việc nhập kỳ. Năm thứ 56 (1791), các thần tử theo Lê Chiêu Thống như Hoàng Ích Hiểu, Lê Quang Tễ tấu thỉnh hi vọng được trở về An Nam. Càn long đế lệnh ông và các tướng hộ tống người về nước. Năm thứ 57 (1792), ông được điều nhận chức Lại bộ Thượng thư.
Năm thứ 59 (1794), ông bệnh qua đời, thuỵ Cần Khác. Càn Long đế ban bố chỉ dụ tiến hành tưởng nhớ đối với Kim Giản, lệnh cho Hoàng tôn Miên Cần tế bái. Năm Gia Khánh nguyên niên (1795), Kim thị được đài kỳ sáp nhập vào Mãn Châu Chính Hoàng kỳ.

## Gia Quyến
Kim Giản có con tên là Ôn Bố (缊布), từng nhậm chức Phó Đô thống Mông Cổ Chính Hồng kỳ, Đô thống Hán quân Tương Hồng kỳ, Tổng quản Nội Vụ phủ đại thần, Binh bộ Thị lang, Công bộ Thượng thư.